# Luciu (okręg Jałomica)
Luciu – wieś w Rumunii, w okręgu Jałomica, w gminie Gura Ialomiței. W 2011 roku liczyła 1415 mieszkańców.